# Diego de Valera
Diego de Valera (Cuenca, 1412 - El Puerto de Santa María, 1488), fue un escritor, guerrero, diplomático, humanista, traductor e historiador castellano, doncel de Juan II a cuyo servicio luchó contra los nazaríes (1431), antes de iniciar su periplo por las embajadas castellanas en Europa. 
Entre sus obras de carácter político-moral destacan Defensa de las virtuosas mujeres, Espejo de verdadera nobleza (1441), Tratado de las armas (1458-1467), Ceremonial de príncipes (1462) y Doctrinal de príncipes (1475). También escribió una serie de Epístolas destinadas a los Reyes Católicos y algunos poemas y notables obras históricas como la Crónica a los Reyes Católicos.

## Biografía

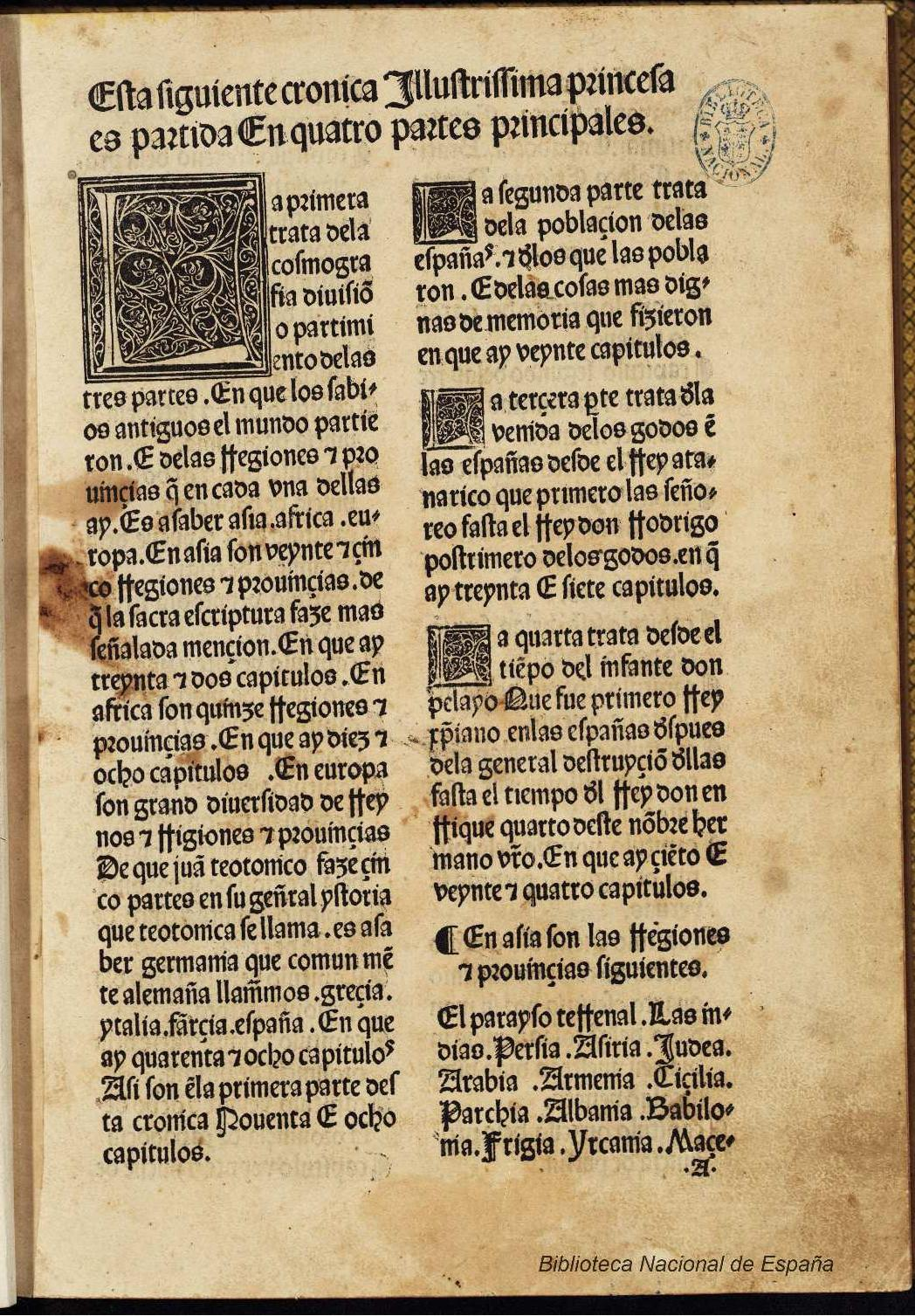
La Crónica de España de Diego de Valera. Edición de 1487. BNE.

Diego de Valera nació en 1412, probablemente en Cuenca y falleció en 1487 o 1488 en El Puerto de Santa María. Forma parte de la serie de escritores que cambió las letras y las armas. Perteneciente a la hidalguía, en él se refleja la tradición caballeresca y militar, la política, la literatura y la diplomacia.
Procedente de una familia de estirpe judeoconversa, su padre fue Alonso Chirino, médico de Enrique III y Juan II. Desde muy joven entra al servicio de Juan II y en 1429 es nombrado doncel del príncipe Enrique III. He aquí, en este periodo, su primera toma de contacto con el mundo de las armas cuando es nombrado, en 1435, caballero.
A partir de aquí, llevará a cabo una serie de viajes al extranjero que influirán en lo que más adelante, será su faceta literaria. Entre 1437 y 1438, emprende los dos primeros; a Francia y a Bohemia. En este último destino, hizo uso de sus dotes de mediador teniendo que empaparse de libros jurídicos en latín, cosa que le dotó de conocimiento intelectual y aproximó a las letras. Así logró intervenir entre el rey de Castilla y el conde de Bohemia. Antes de volver del viaje, Alberto II del Sacro Imperio Romano Germánico le concedió sus divisas, y a su vuelta a Castilla, recibió de Juan II el collar de la Escama, el yelmo del torneo y el título de mosén.
En 1442, por orden de Juan II, es enviado a visitar a la reina de Dacia, al rey de Inglaterra y también al duque de Borgoña. Entonces aprovechará para hacer gala de sus dotes militares, por ejemplo en 1443 en un célebre paso de armas. El cronista Fernando de Pulgar filtrará en sus crónicas las hazañas de Diego de Valera en el extranjero.

Ya en 1445, las fuentes coinciden en situarlo junto a Juan II, definitivamente en el reino de Castilla. Poco después, a comienzos de 1447, siendo procurador en Cuenca y tras intervenir en las cortes con breves discursos, dirige al rey una carta haciendo hincapié en la necesidad preservar la paz con Francia. La carta causó tal repercusión que, una copia fue llevada a manos de don Pedro de Estúñiga, el cual deslumbrado, por las capacidades de Valera, le encargó la educación de su nieto. Aquí comienza una nueva etapa en la que hace de tutor de un joven noble. Pasado un año la muerte sorprende a Juan II mientras está instalado en Sevilla.

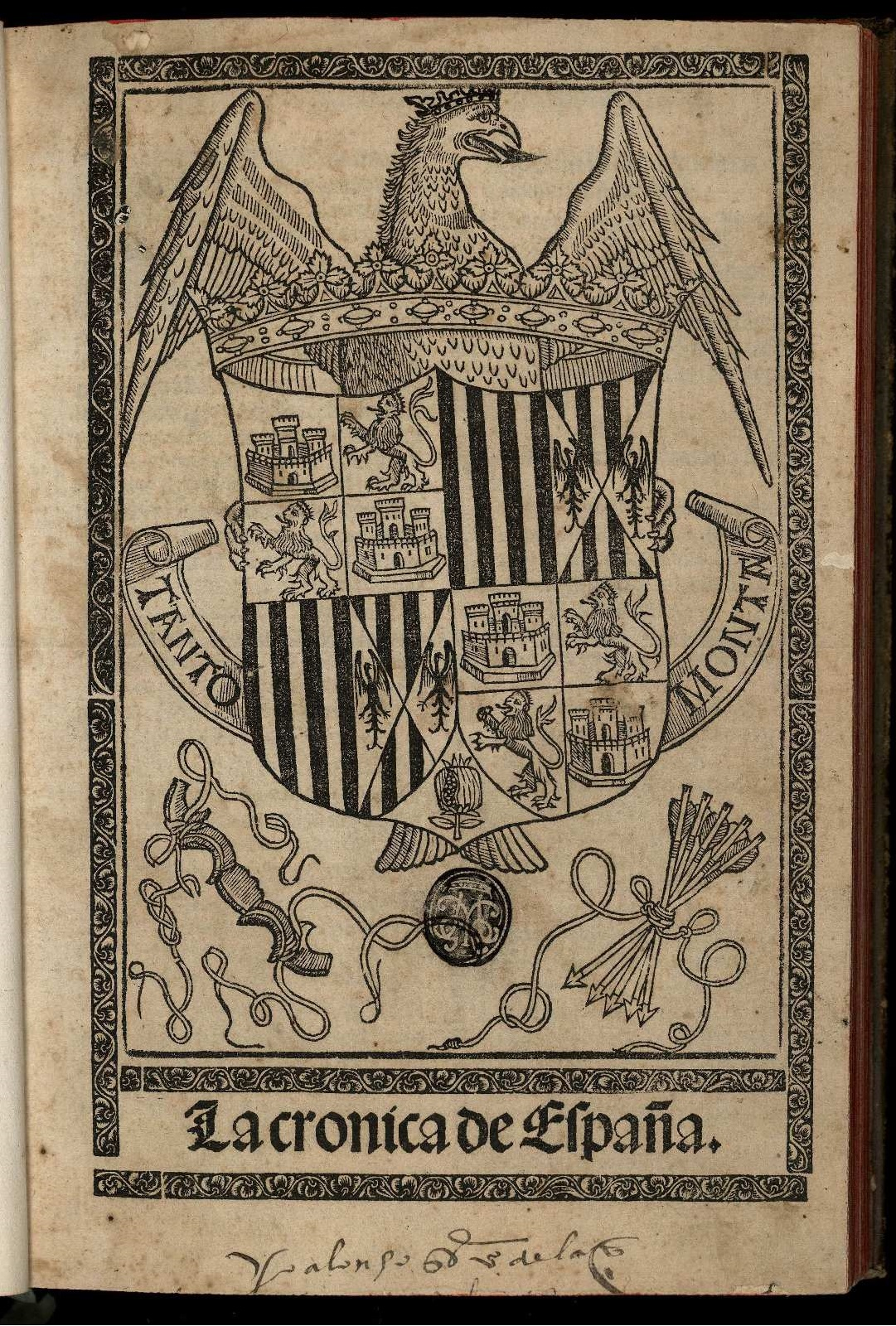
La Crónica de España de Diego de Valera. Edición de 1493. BNE.

Poco después, se establecen vínculos amistosos entre Valera y los condes de Haro, los cuales le encaminaron hacia el mundo de las letras, sin desligarlo jamás de las armas. A mediados de 1462 encontramos a Diego de Valera como corregidor en Palencia según consta una carta dirigida a Enrique IV. Al cabo de cinco años, sale del servicio directo del rey para ponerse al servicio de la casa de Medinaceli, para la que desempeñará el cargo de alcalde del Puerto de Santa María. Paralelamente durante estos años tiene lugar una guerra civil entre Enrique IV y su hermanastro Alfonso "El Inocente". Tanto Diego de Valera como la familia Medinaceli estaban de parte del príncipe don Alfonso, lo que hace que Diego de Valera aparezca en un documento datado en diciembre de ese mismo año como maestresala del príncipe Alfonso. Pasan los años, y tras la subida al trono de los Reyes Católicos en 1474 Valera acabará perteneciendo al consejo de los reyes alternando este nuevo oficio con el de alcalde del Puerto de Santa María, que jamás abandonó.
Las cartas que Diego de Valera escribió a los reyes tratan diferentes asuntos; desde la fiscalidad o el gobierno del reino, hasta la guerra de Granada. Algunas de estas cartas fueron respondidas por los mismos reyes, cosa que deja entrever la confianza y el respeto mutuo que se tenían. Asumió el papel de mentor y consejero y su literatura se convirtió en nexo con el mundo.  Falleció en 1488.

## Obras
La obra de Diego de Valera es una importante fuente para los reinados de los últimos Trastámaras. Como cronista quiso narrar los hechos desde su propia individualidad y no en función del rango social, porque, según él, todo hombre tenía derecho a ser oído. En este sentido, las obras de Valera de carácter histórico, como Crónica abreviada (1482), Crónica de los Reyes Católicos (1927) y Memorial de diversas hazañas (1941), y también las moralistas, como Tratado en defensa de las virtuosas mujeres (1441), Tratado de las armas (1458-1467), Ceremonial de príncipes, Tratado de las epístolas, Providencia contra fortuna(1462), Doctrinal de príncipes (1475), etc., constituían una intrínseca defensa de la voz de aquellos menos escuchados. Esa voz debía servir tanto de consejo para los monarcas como para que los poco leídos conociesen los hechos que acontecían en los reinos y pudiesen participar de los asuntos públicos. Sus crónicas y tratados, que carecían de un método sistemático, configuraron una propuesta original a partir de textos seleccionados de otros autores o de fuentes documentales con los añadidos surgidos de su propia experiencia. La misma elección del género supuso una declaración de principios acerca de la función divulgativa que le confirió a la literatura y del propósito de satisfacer las necesidades de instrucción de un público. Valera asumió así el papel de mentor aficionado, y sobre estos principios que sustentó su aspiración a servir de nexo con el mundo se articuló su estilo sencillo, directo y popular.
- Defensa de las mujeres  (1441)  es un breve tratado que se desarrolla a partir de cuatro temas: 1) la mujer es buena cuando realmente es mala, 2) las mujeres, que son débiles, no pueden resistir las tentaciones, menos aún que los hombres, 3) todas son adúlteras, al menos en el pensamiento, 4) ya no existen mujeres virtuosas. Valera escribe sobre estos cuatro puntos afirmando que son usados por los hombres (que el autor denomina “maldicientes”) para hablar mal de las mujeres y, para rebatir estos argumentos, usa varios ejemplos en forma de notas al pie. Su principal fuente es De las ilustres mujeres de Giovanni Boccaccio.[6]

- Cartas. Diego de Valera escribía cartas con la finalidad de asesorar casi siempre a nobles y caballeros amigos suyos, aunque en ocasiones también se comunicaba con monarcas. Un personaje y amigo al que le dedica los siguientes dos tratados de consejos de tema intelectual: Ceremonial de Príncipes y Tratado de Providencia contra Fortuna, es Juan Pacheco, marqués de Villena. El autor decide intercambiar correspondencia con el marqués para ayudarlo, debido al comportamiento lujurioso que este practica y que le rodea de enemistades.

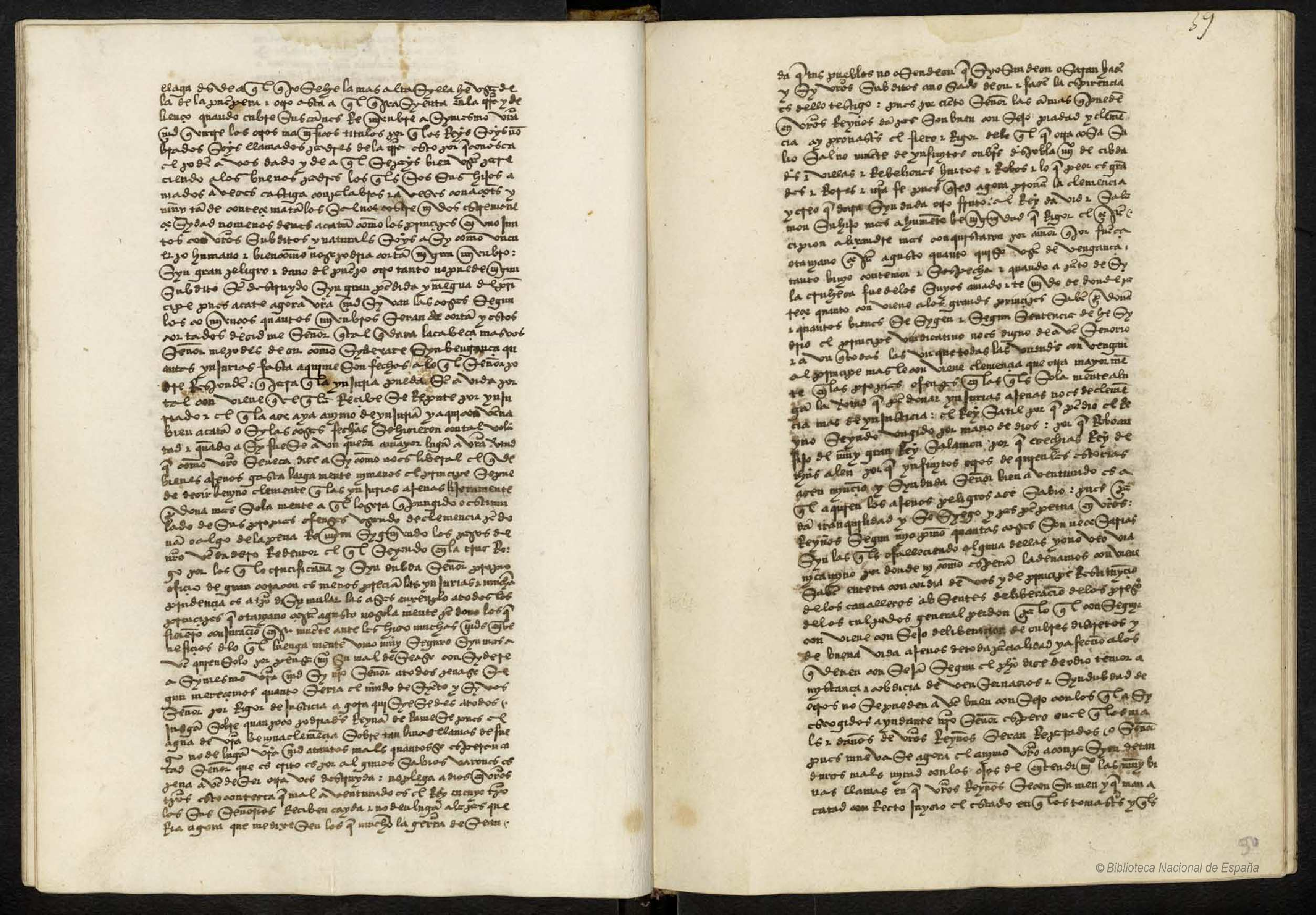
Ejemplo de las Epístolas de Diego de Valera.

- Ceremonial de Príncipes (1462). Este tratado lo escribe Valera cuando Pacheco ya era marqués de Villena y era fiel a Enrique IV. Debido al ascenso de varios nobles al poder, como por ejemplo el nuevo cargo que adquiere Miguel Lucas de Iranzo como condestable de Castilla, Pacheco se encuentra inquieto ante la posibilidad de quedarse atrás debido a los nuevos cambios en el panorama político. Este nerviosismo lleva al marqués de Villena a pedirle a su amigo Diego de Valera consejo. Así pues, Valera escribe un tratado sobre la jerarquía nobiliaria con la intención de tranquilizar a Pacheco, situando el cargo de marqués a un nivel superior a los de condestable y duque.[7]

- Tratado de Providencia contra Fortuna. (publicado en Sevilla en 1502) Este escrito es posterior al Ceremonial de Príncipes y Valera lo escribe por voluntad propia, con el objetivo de aconsejar, una vez más, a su señor Juan Pacheco. El contenido de este tratado describe el comportamiento que se debe tener para poder evitar la mala fortuna.

Espejo de verdadera nobleza  (1441). También conocido como Tratado de nobleza e fidalguía. Dedicado a Juan II, rey de Castilla. En ella, el autor describe lo que para él es la verdadera esencia de la aristocracia, proporciona algunas noticias de la época y, al tiempo que lamenta la decadencia de la caballería medieval, informa de procesos aristocráticos como, por ejemplo, cómo se adquieren y pierden las armas. Esto se origina como respuesta a un debate que nació en el siglo XV en Castilla, que discutía acerca de cómo debía definirse verdaderamente la nobleza, con sus funciones, deberes y prerrogativas. Esta polémica nació de la rivalidad entre los nobles y la monarquía, además del debate entre los conceptos de nobleza de «sangre» y nobleza «verdadera». El último, que defiende Diego de Valera, demuestra la influencia renacentista en las primeras décadas del Cuatrocientos castellano, ya que la nobleza empieza a definirse según la virtud y la erudición clásica. Tradicionalmente, esta obra está fechada entre 1439-1441, aunque otra hipótesis apunta que debería datarse diez años más tarde, dependiendo supuestamente de los escritos compuestos tras la insurrección de Toledo en 1449 contra los conversos. Hoy en día está disponible en Fondo de manuscritos de Jesús Domínguez de Bordona.
- Doctrinal de príncipes  (1475). Enmarcado en la misma temática que Espejo de la verdadera nobleza, el autor dedicó esta obra a Fernando el Católico tras convertirse este en rey de Castilla. Se compone de un prólogo y nueve capítulos, el objetivo era ayudar a los monarcas a comportarse como perfectos príncipes. Destaca, pues, su alto contenido didáctico, y en ella deja Valera patente su condición de consejero real. Defiende la importancia de que los monarcas estén rodeados de buenos consejeros, sobre todo de ancianos, a quienes valora por su sabiduría y experiencia. Él mismo redactó el Doctrinal entre 1475-76, cuando tendría unos setenta y tres años. Se sirve de la historia para su adoctrinamiento: ejemplificando con gobernadores de distintos lugares y épocas, trata de trazar el camino que deben seguir los Reyes Católicos en su reinado, las actitudes que deben imitar y aquello que debe evitarse.

Escribió además el Tratado de las armas o de los rieptos y desafíos, donde desvela sus profundos conocimientos en heráldica. Según Nicolás Antonio compuso también una Historia de la casa de Zúñiga. En verso escribió, además, una Letanía y unos Salmos penitenciales. Y tradujo del francés el Árbol de batallas. Algunas de sus composiciones poéticas se incluyen en el Cancionero de Stúñiga.

## Listado de obras

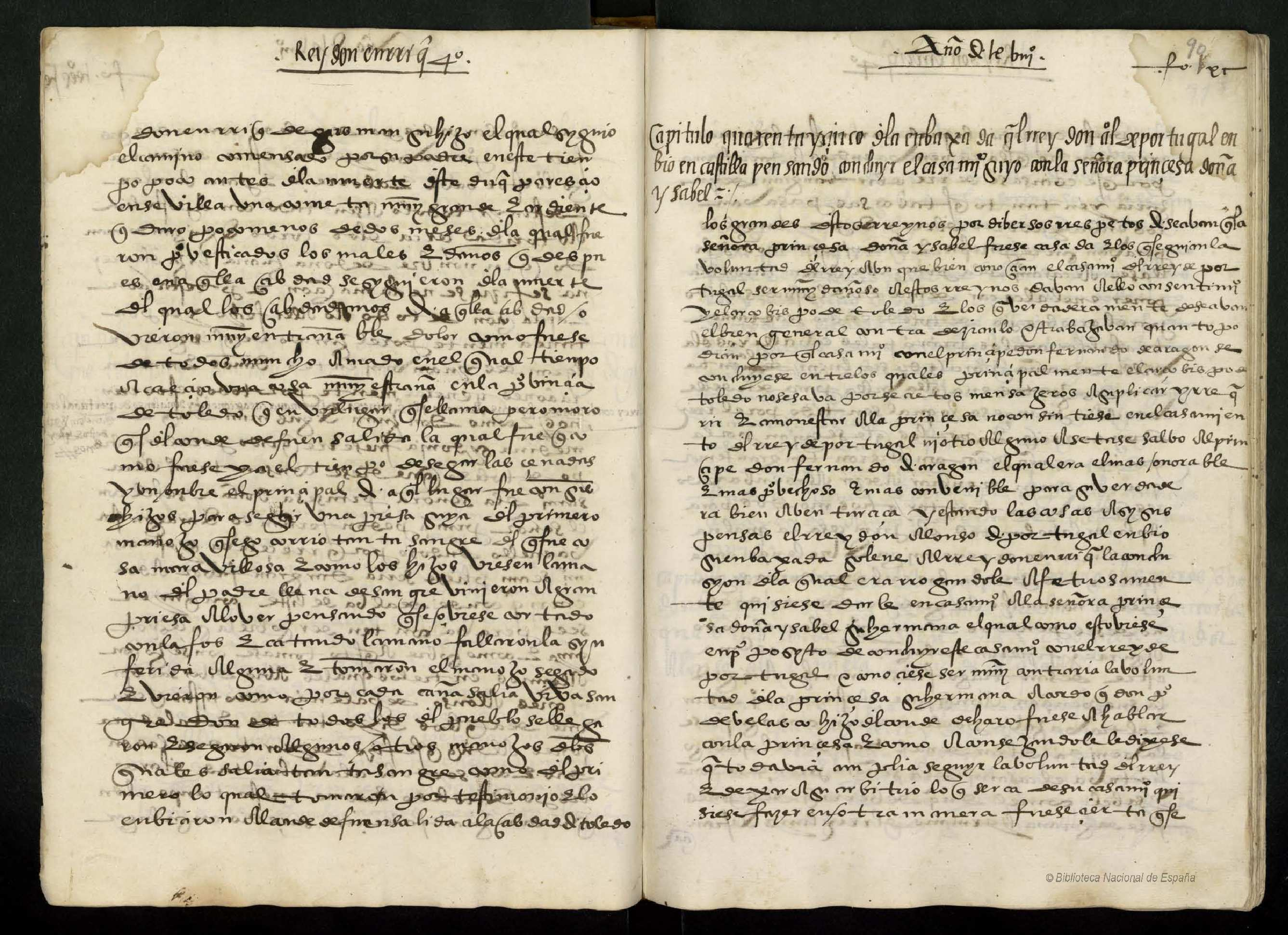
Memorial de diversas hazañas, p. 94.

### Crónicas
- Memorial de diversas hazañas
- Crónica de los Reyes Católicos
- Historia de la casa de Zúñiga
- Genealogía de los reyes de Francia
- Crónica abreviada de España (Sevilla: Alfonso del Puerto, 1482), muy reimpreso. Hay ed. moderna de Cristina Moya García: Edición y estudio de la "Valeriana" ("Crónica abreviada de España" de Mosén Diego de Valera), Madrid, Fundación Universitaria Española, 2009.
- Tratado de los rieptos e desafíos que entre los cavalleros y hijosdalgo se acostumbran hazer, según las costumbres de España, Francia e Inglaterra, en el qual se contienen quáles y quántos son los casos de traición e de menosvaler e las enseñas e cotas darmas, compuesto según Ángel Gómez Moreno entre 1458 y 1467.
- Preeminencias y exenciones de los oficiales de armas
- Defensa de virtuossas mugeres.
- Tratado de exhortación y comendación de paz
- Doctrinal de príncipes (1469-10-08 a quo - 1488 ad quem?)

### Obras literarias
- Breviloquio de virtudes
- Espejo de verdadera nobleza
- Letanía
- Salmos penitenciales
- Cancionero

### Traducciones
- Árbol de batallas, del Arbre des batailles de Honoré Bouvet (¿1345?-¿1405?)

### Cartas
- Providencia contra Fortuna (Sevilla, 1502)
- Ceremonial de príncipes Valencia: Juan Viñao, c. 1517